# Kanatbek Begaliyev
Kanatbek Begaliyev (Talas, Kirguistán, 14 de febrero de 1984) es un deportista kirguís especialista en lucha grecorromana donde llegó a ser subcampeón olímpico en Pekín 2008.

## Carrera deportiva
En los Juegos Olímpicos de 2008 celebrados en Pekín ganó la medalla de plata en lucha grecorromana de pesos de hasta 66 kg, tras el luchador francés Steeve Guénot (oro) y por delante del ucraniano Armen Vardanyan y bielorruso Mikhail Siamionau, ambos empatados con el bronce.